# Афгано-турецкие отношения
Афгано-турецкие отношения — двусторонние дипломатические отношения между Афганистаном и Турцией.

## История

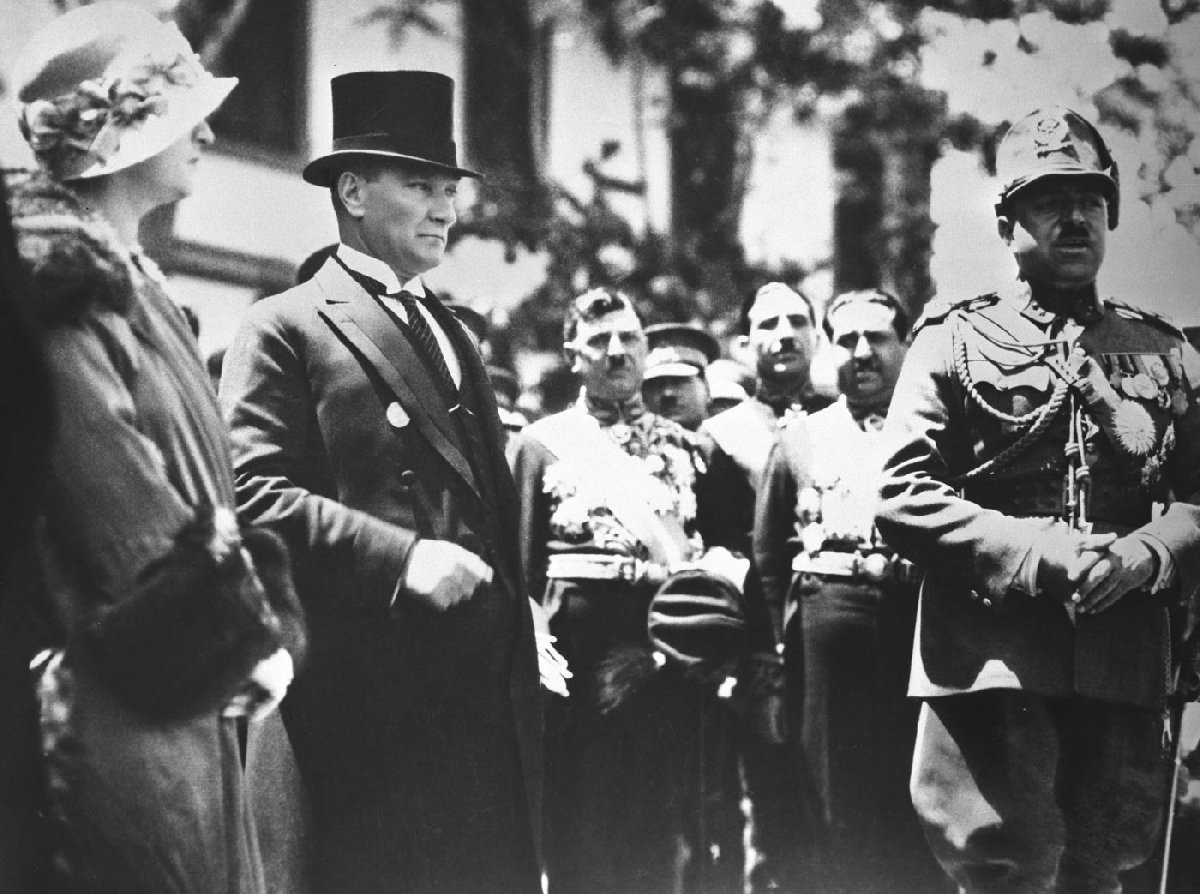
Первый президент Турции Мустафа Кемаль Ататюрк (слева) с королём Афганистана Аманулла-ханом. Анкара, 1928 год

Одно из первых решений, принятых руководством Великого национального собрания Турции, было связано с открытием представительства в Кабуле. Турецкий офицер афганского происхождения Абдуррахман Самадан был назначен первым турецким представителем в Афганистане. Дипломатические отношения между двумя странами были установлены в результате подписания в 1921 году Соглашения об альянсе между Турцией и Афганистаном. Афганистан был также второй страной, признавшей Турецкую Республику после СССР 1 марта 1923 года. Посольство Турции в Кабуле, помещения которого были подарком короля Афганистана Амануллы Хана, стало первой дипломатической миссией, открытой в Кабуле.
Сильное влияние Афганистана на режим Мустафы Кемаля Ататюрка ещё больше способствовало развитию братских отношений между двумя странами. Ататюрк поддерживал афганского писателя и политика Махмуд-бека Тарзи и надеялся внедрить кемализм в соседний Афганистан. На церемонии похорон Мустафы Кемаля Ататюрка присутствовал Аманулла-хан, который находился в изгнании в Риме. Поддержка Ататюрка Афганистаном также подтверждается тем, что он является единственной страной, кроме Турции, которая держала свой флаг приспущенным, чтобы начать неделю траура.
Между 1920 и 1960 годами Турция поддерживала усилия по модернизации Афганистана и сыграла решающую роль в создании современных государственных структур и общественных институтов в области управления, армии, культуры, образования и здравоохранения. 212 турецких учителей, врачей, офицеров и других специалистов были отправлены в Афганистан между 1932 и 1960 годами. Тесные отношения дружбы и сотрудничества между двумя странами продолжались до вторжения в Афганистан СССР. После окончания советской оккупации в 1989 году Турция продолжала внимательно следить за развитием событий в Афганистане и стремилась внести свой вклад в усилия по обеспечению мира и стабильности в этой стране. В настоящее время Турция активно поддерживает усилия Афганистана в области безопасности, развития и наращивания потенциала.
Турция участвовала в Международных силах содействия безопасности (МССБ) с момента их создания с развёртыванием 290 человек вспомогательного персонала в 2001 году и приняла на себя командование МССБ II (с июня 2002 по февраль 2003 года) и ИСАФ VII (с февраля по август 2005 года).
Турецкие войска участвовали не в качестве боевых сил, а в качестве тыловой поддержки и обучения афганских кадров. Было подготовлено более 12 000 афганских солдат и полицейских.
Впоследствии в стране активизировались и турецкие строительные фирмы. Турция несёт ответственность за поддержание безопасности вокруг Кабула, обеспечивает подготовку Вооружённых сил Афганистана и Афганской национальной полиции, а также осуществила ряд проектов восстановления в области образования, здравоохранения и сельского хозяйства в провинции Вардак. Поддержка Турцией Боннского соглашения и Комиссии по Конституции Афганистана привела к официальному визиту в Турцию президента Афганистана Хамида Карзая 4 апреля 2002 года, а затем и ответного визита в Афганистан премьер-министра Турции Реджепа Тайипа Эрдогана.

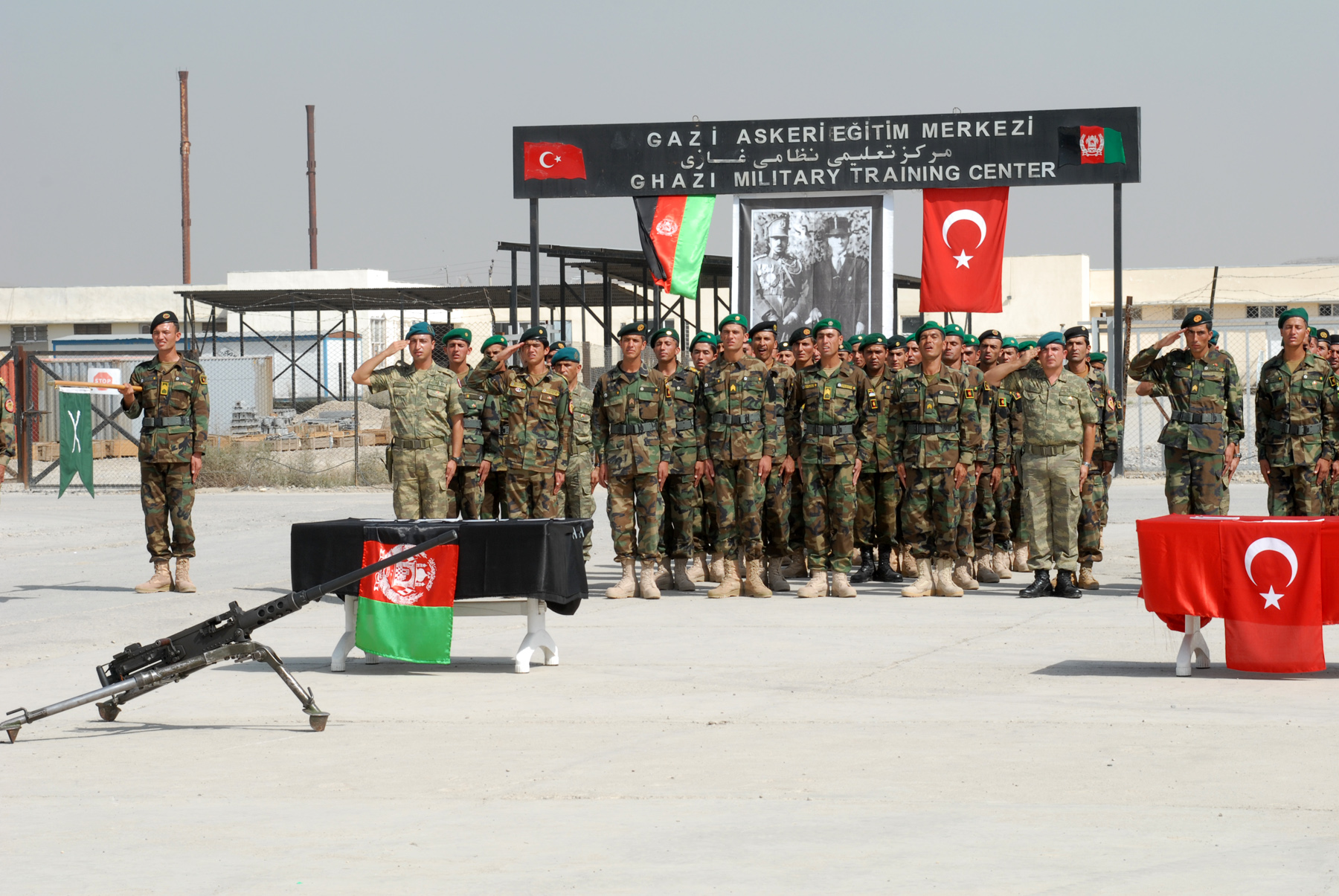
Группа афганских унтер-офицеров, прошедших учебный курс под руководством офицеров турецкой армии

После президентских выборов 2009 года в Афганистане президент Хамид Карзай в ноябре того же года нанёс визит Турции и встретился с её президентом Реджепом Эрдоганом, чтобы укрепить отношения с другими заинтересованными сторонами в регионе. Президент Турции подтвердил, что Турция должна принять активное участие в стабилизации региона, взяв на себя эстафету западной активности в регионе и, в частности, в Афганистане.

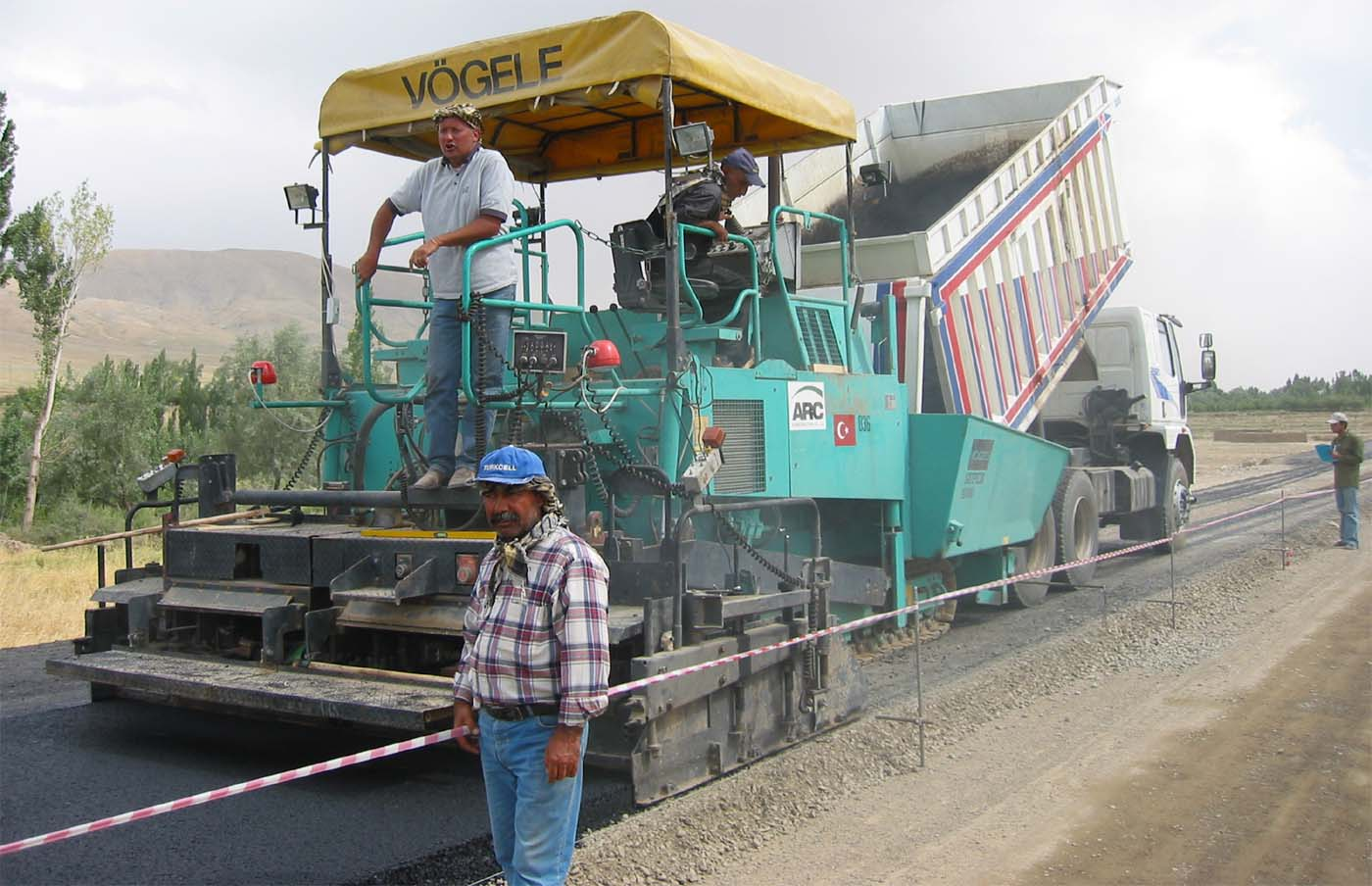
Турецкая помощь Афганистану включает строительство новых дорог

В рамках визитов на высоком уровне президент Турции Реджеп Тайип Эрдоган 18 октября 2014 года посетил с официальным визитом Афганистан по приглашению президента Афганистана Ашрафа Гани. Хотя это был первый визит президента Турции в Афганистан за 46 лет, президент Турции стал первым главой иностранного государства, посетившим страну после создания нового правительства в Афганистане.
В феврале 2015 года посланник Афганистана в Турции сказал, что «афганцы любят турецких солдат в Афганистане, как своих сыновей». По приглашению президента Эрдогана президент Гани 23—24 декабря 2015 года посетил Турцию с официальным визитом.
13 декабря 2017 года президент Афганистана Ашраф Гани принял участие в Чрезвычайной Исламской конференции на высшем уровне аль-Кудс аш-Шарифу, которая состоялась в Стамбуле 13 декабря 2017 года, и по этому случаю встретился с президентом Турции Реджепом Тайипом Эрдоганом. Президент Гани также принял участие в Чрезвычайной Исламской конференции на высшем уровне по аль-Кудс аш-Шарифу, состоявшейся в Стамбуле 18 мая 2018 года.
8 апреля 2019 года премьер-министр Турции Бинали Йылдырым совершил визит в Афганистан и встретился с президентом Ашрафом Гани, а затем с премьер-министром (председателем исполнительной власти) Абдуллой Абдуллой.
3 мая 2019 года президент Реджеп Тайип Эрдоган встретился с премьер-министром Афганистана Абдуллой Абдуллой, который посетил Турцию по случаю церемонии открытия мечети Чамлыджа в Стамбуле 3 мая 2019 года.
9 декабря 2019 года в Стамбуле прошла 8-я министерская конференция «Сердца Азии — Стамбульского процесса». Конференцию открыли президент Турции Реджеп Тайип Эрдоган и президент Афганистана Ашраф Гани. На ней Турция передала Таджикистану сопредседательство, которое она приняла от Азербайджана в 2018 году.

### Трёхсторонние отношения
Внешняя политика Турции в отношении Афганистана основана на четырёх столпах:
- поддержание единства и целостности Афганистана;
- обеспечение безопасности и стабильности в стране;
- укрепление широкой политической структуры, в которой участие населения является приоритетом;
- восстановление мира и процветания путём искоренения терроризма и экстремизма.

В соответствии с целями внешней политики по отношению к Афганистану Турция вносит всесторонний вклад в Афганистан как на двустороннем уровне, так и посредством усилий ООН и НАТО. Содействие укреплению отношений Афганистана с его соседями также является одним из основных аспектов политики Турции в отношении Афганистана. В соответствии с этим приоритетом в 2007 году был запущен процесс трёхстороннего саммита «Турция-Афганистан-Пакистан», а в 2011 году был инициирован процесс «Сердце Азии — Стамбульский процесс».
На встрече 1 апреля 2009 года между афганскими и пакистанскими лидерами, проведённой в рамках трёхстороннего процесса сотрудничества Анкары, три страны обязались усилить координацию между своими политическими, военными и разведывательными сферами в борьбе с воинственностью и терроризмом. Депутат турецкого парламента Каятюрк заявил, что «это первый раз, когда руководители вооружённых сил и разведки Афганистана и Пакистана приняли участие в трёхстороннем саммите, что является отражением более глубокой приверженности совместной работе».
5 мая 2009 года афганские и пакистанские депутаты парламента собрались в Анкаре в рамках трёхстороннего процесса сотрудничества Анкары, где они встретились с президентом Турции Абдуллахом Гюлем и новым министром иностранных дел Ахметом Давутоглу для обсуждения различных вопросов.

## Экономические отношения
Запущенная в 2004 году программа Турции по содействию развитию Афганистана на сумму 1,1 млрд $ в настоящее время является одной из крупнейших программ помощи стране.